# Los vecinos en guerra
Los vecinos en guerra è una telenovela argentina co-prodotta da Underground Contenidos e Endemol per Telefe. Andò in onda su Telefe dal 15 aprile 2013 al 2 gennaio 2014. Ha come protagonisti Diego Torres, Eleonora Wexler e Mike Amigorena. La sigla è cantata da Leo Sujatovich e Rafael Arcaute. La serie è stata anche trasmessa da Telefe Internacional. Ha ricevuto rating più alti rispetto alla telenovela concorrente Solamente vos. 

## Trama

### Prima fase: capitoli 1-63
Mercedes (Eleonora Wexler) è una casalinga di quasi 40 anni, il cui passato è avvolto nel segreto. Venti anni prima dell'inizio della serie, si chiamava Lisa e faceva parte di un gruppo di truffatori composto da lei, Álex (Mike Amigorena), che la reclutò e divenne il suo primo amore, e Ciro (Luis Ziembrowski , con cui progettava e finanziava le truffe. Dopo il fallimento di una rapina, il gruppo si sciolse e Mercedes, cambiando identità, iniziò una nuova vita lontano dal crimine. Sposò Rafael (Diego Torres) e ebbe tre figli: Paloma (Candela Vetrano), Teo (Román Almaraz ) e Juana. Una mattina, la famiglia di Mercedes scopre che i Mayorga, una nuova famiglia, si è trasferita nella casa più lussuosa del quartiere. Mercedes rimane scioccata nel riconoscere in Álex, il padre della nuova famiglia, un uomo che credeva morto. Nel frattempo, Ciro esce di prigione dopo vent'anni e inizia a scontare la pena agli arresti domiciliari, cercando vendetta contro i suoi ex partner, che accusa di aver causato il suo arresto. 
Álex è tornato nella vita di Mercedes con l'intento di riconquistarla. Per raggiungere questo obiettivo, ha assunto un gruppo di attori per fingere di essere una famiglia normale, in modo da poter stare vicino a Mercedes senza attirare la sua attenzione. Una mattina, Rafael viene convocato nell'ufficio del suo capo, Alberto Mercado (Antonio Gasalla ), che lo informa del suo licenziamento. Uscendo dall'azienda, Rafael ha un incidente d'auto con Carolina (Marcela Kloosterboer). Venuta a conoscenza del suo licenziamento, Carolina gli offre aiuto e un lavoro nell'azienda di suo padre. Tuttavia, Carolina soffre di una malattia mentale e inizia a diventare ossessionata da Rafael, avvicinandosi sempre di più alla sua famiglia.Dopo aver affrontato alcuni problemi con Carolina, Rafael decide di essere sincero con sua moglie e le racconta tutta la verità, scatenando la sua furia. Tuttavia, Rafael si arrabbia a sua volta quando Mercedes gli rivela che Álex era il suo partner. Da quel momento, la rivalità tra lui e Álex cresce ulteriormente. Nel frattempo, Paloma inizia una relazione con Lucas (Gastón Soffritti), presunto figlio di Álex, e scopre di essere incinta, un colpo durissimo per Rafael.Álex decide di affrontare Rafael faccia a faccia, ma sembra essere ucciso nella sua auto. Quando Rafael arriva all'incontro, però, Álex non si presenta. 

### Seconda fase: capitoli 64-90
Indagando, la polizia e il pubblico ministero Eduardo Germano (Guillermo Pfening) scoprono una maglietta insanguinata di Álex nell'auto di Rafael, il quale viene accusato dell'omicidio di Álex. Per aiutarlo, Fernando (Marco Antonio Caponi), suo cugino, assume un avvocato, Mariano Sánchez Ginastera (Juan Gil Navarro), che riesce a farlo scagionare. Tuttavia, Mariano si innamora di Mercedes e cerca di conquistarla, ma scopre che era una truffatrice grazie alle informazioni fornite da Gasparini (Alejandro Fiore).Qualche tempo dopo, viene ritrovato il corpo senza vita di Álex, ma l'orario della morte, secondo l'autopsia, non coincide con il momento della sua scomparsa. Infatti, sembra che sia morto 48 ore prima e che fosse scomparso da due mesi. Fernando inizia a sospettare e, attraverso Roque (Chang Sung Kim), scopre che il crimine di Álex era solo una messa in scena pianificata da quest'ultimo e da Roque stesso. Infatti, Álex aveva accumulato molti debiti e aveva minacciato di essere ucciso; quindi, simulò il proprio omicidio per fuggire in Grecia e far sembrare Rafael l'assassino.Due mesi dopo, Álex torna in Argentina per stare vicino a Mercedes, ma incontra Mariano e viene poi ucciso da quest'ultimo. Roque scopre la verità e avverte immediatamente Fernando. Nel frattempo, Fernando e Ivana (Mónica Antonópulos) decidono di indagare su Mariano. Ivana trova una foto di Mariano e Álex come compagni d'infanzia, aumentando i suoi sospetti riguardo al coinvolgimento di Mariano nella morte di Álex. Decide quindi di sporgere denuncia, ma Mariano, venuto a conoscenza della foto, manda Gasparini a condurla con la forza nella sua casa.Una volta lì, Mariano confessa di aver ucciso Álex e brucia la fotografia per timore delle conseguenze. Ivana cerca di scappare, ma viene catturata da Mariano. Durante una violenta colluttazione, lui la colpisce alla testa facendola svenire contro la ringhiera delle scale. Scendendo al piano terra e trovandosi in una situazione disperata, Mariano la uccide.

### Terza fase: capitoli 91-135
Fernando è convinto che Mariano sia responsabile della morte della sua ragazza e inizia a cercare prove che lo incriminino, collaborando con l'ex compagno di Álex, Roque, e successivamente con il pubblico ministero Gerardo Rosales (Ariel Staltari). Ben presto, Mariano inizia a chiedere a Gasparini le informazioni che gli ha fornito e lo minaccia di rivelare a Fernando la verità sulla morte di Ivana. Quando Fernando arriva a casa di Gasparini, lo trova morto; Mariano lo ha ucciso per impedirgli di parlare.Tutti nel quartiere hanno un brutto presentimento riguardo a Mariano, ma Mercedes la pensa diversamente. Tuttavia, quando si trova sola nella sua casa, trova una scarpa in un cassetto e ha l'impressione di averla già vista. Mariano comincia a sospettare che Mercedes stia perdendo fiducia in lui e decide di suicidarsi, ma lei riesce a fermarlo. Da quel momento, Mercedes comprende che tutti avevano ragione su Mariano. Quando va a casa di Ivana, tra le sue cose trova l'altra scarpa che era in casa di Mariano, confermando i suoi sospetti: lui ha ucciso Ivana. Si scusa con Fernando per non avergli creduto e fa un patto con Rosales: se lo aiuterà a catturare Mariano, lei non si assumerà le responsabilità per le truffe commesse in passato. Questo accordo crea complicazioni, poiché non potendo rivelare nulla a Rafael e ai suoi amici, tutti pensano che Mariano sia più importante della sua stessa famiglia; Rafael arriva addirittura al punto di non farle vedere i suoi figli.Dopo aver ottenuto ciò di cui aveva bisogno, Mariano scopre che è stata Mercedes a rubare le informazioni e a consegnarle a Rosales. Furioso, Mariano costringe Mercedes a tornare a casa e le dice che sa già cosa ha fatto; poi la droga e la mette fuori combattimento. Mentre si dirigono verso casa sua, Fernando rivela la verità a Rafael. Quando arrivano, Mariano minaccia di uccidere Mercedes e spara a Rafael. Fernando si mette in mezzo per proteggere suo cugino e riceve il colpo; tuttavia, mentre è a terra riesce a sparare due volte a Mariano, colpendolo alla gamba e al petto. Mariano cade svenuto nella piscina.Successivamente, sia Fernando che Mariano vengono portati d'urgenza in ospedale. Fernando entra in coma mentre Mariano uccide un'infermiera e riesce a eludere la sicurezza della clinica per fuggire. Una volta libero, chiama Mercedes minacciando di uccidere i suoi figli e Rafael. Dopo essersi risvegliato dal coma, Fernando è ancora ricoverato quando Mariano riesce nuovamente ad eludere la sicurezza per entrare in clinica. Nella stanza di Fernando, Mariano droga Silvina con del cloroformio per farla addormentare e tenta di soffocare Fernando con un cuscino. Reina interviene e riesce a salvare Fernando, ma viene quasi strangolata da Mariano. In quel momento, Silvina si risveglia e comincia a urlare; Mariano riesce a fuggire prima dell'arrivo della polizia.Quella stessa notte, Rafael decide che è meglio per lui e la sua famiglia trasferirsi in un'altra casa per motivi di sicurezza. Il giorno dopo, Mercedes riceve una telefonata da Mariano, il quale le comunica di avere Rafael prigioniero in una fabbrica abbandonata e che deve andare lì da sola se vuole salvarlo. Prima di partire, affila un coltello e si dirige verso il luogo indicato.Una volta arrivata, trova Rafael legato a un palo e ferito. Quando sta per slegarlo, appare Mariano puntandole una pistola; sicuro che sia armata, le ordina di togliersi tutte le armi che potrebbe avere. Dopo aver obbedito, si inginocchia come richiesto da Mariano e riesce a disarmarlo. Questa volta è Rafael a prendere l'arma e minaccia di uccidere Mariano. Durante la colluttazione che ne segue, Mariano si avventa su Rafael nel tentativo di riprendersi l'arma; nel mezzo della lotta colpisce accidentalmente un tubo di ferro con il petto, ponendo fine alla sua vita.

### Quarta fase: capitoli 136-146
Dopo la morte di Mariano, la famiglia di Mercedes ritrova finalmente la serenità. Paloma dà alla luce suo figlio Pedro, mentre Mimi e il fratello di Helen celebrano un grande matrimonio. Tuttavia, questa tranquillità è di breve durata: il pubblico ministero si ripresenta per informare che non è stato raggiunto alcun accordo con Mecha, la quale dovrà scontare la pena in carcere per le truffe commesse in passato. Nel frattempo, Mercedes, latitante dalla giustizia, avverte profondamente la mancanza della sua famiglia durante la sua fuga senza fine.Fernando torna al lavoro come poliziotto e si trova faccia a faccia con Mercedes, pronto ad arrestarla, ma alla fine decide di non farlo. Rafael, nel frattempo, elabora un piano per portare la sua famiglia su una spiaggia in Brasile ad aspettare il ritorno di Mercedes. Un anno dopo, Sonia vive nel quartiere con Ramón, mentre Reina vende la villa Mayorga e inizia un tour in camper con Roque. Rafael gestisce un ristorante in Brasile chiamato "Mecha" e vive lì con i suoi figli, il genero e il nipote.Successivamente, Fernando informa Rafael che il caso contro Mercedes è stato ritirato. Finalmente libera dal suo passato, Mercedes arriva in Brasile e si riunisce con Rafael per iniziare un nuovo capitolo della loro vita insieme.